# Opium (musikalbum)
Opium är ett skivalbum som släpptes 1984 i genren Industrial av gruppen KMFDM.

## Låtlista
1. Fix Me Up
2. Splatter
3. The Smell
4. Helmut Mein Helmet
5. Warp'd
6. Penetration
7. Entschuldigung
8. Cuntboy
9. RAF Ok
10. Mating Sounds of Helicopters

## Medverkande
- Sascha Konietzko
- Raymond Watts
- Ton Geist